# Verbandsgemeinde Speicher
La comunità amministrativa di Speicher (Verbandsgemeinde Speicher) si trova nel circondario Eifel-Bitburg-Prüm in Renania-Palatinato, in Germania. Essa comprende 9 comuni ed il Capoluogo e centro maggiore è Speicher.

## Comuni
Fanno parte della comunità amministrativa i seguenti comuni:
| Comune, città             | Sup. (km²) | Abitanti |
| ------------------------- | ---------- | -------- |
| Auw an der Kyll           | 0,98       | 115      |
| Beilingen                 | 4,31       | 408      |
| Herforst                  | 3,75       | 1 267    |
| Hosten                    | 2,88       | 183      |
| Orenhofen                 | 12,04      | 1 370    |
| Philippsheim              | 0,89       | 84       |
| Preist                    | 6,42       | 710      |
| Spangdahlem               | 13,44      | 1 025    |
| Speicher, città           | 15,36      | 3 668    |
| Verbandsgemeinde Speicher | 60,08      | 8 830    |

(Abitanti al 31 dicembre 2021)